# Wout De Paepe
Wout De Paepe (17 april 2000) is een Belgisch basketballer.

## Carrière
De Paepe speelde in de jeugd van Olympia Denderleeuw tot 2019. In 2019 maakte hij de overstap naar Okapi Aalst waar hij voor zowel de eerste als tweede ploeg speelde. In 2022 maakte hij de overstap naar Amon Jeugd Gentson waar hij een seizoen speelde. In de zomer van 2023 veranderde hij van club en koos voor Black Boys Erpe-Mere.